# Интерзона
«Интерзо́на» (англ. Interzone, 1989 год, рус. перевод 2010 год) — роман американского писателя Уильяма Берроуза, «крёстного отца» бит-поколения.
Сборник малой прозы, в виде которого предстает «Интерзона», был составлен в 1958 году, но по причине многочисленных отказов со стороны издателей более чем на 25 лет оказался забыт, хранясь в архиве близкого друга писателя — поэта Аллена Гинзберга, пока не был случайно обнаружен в 1984 году при каталогизации документов. В контексте изучения творчества Берроуза «Интерзона» играет крайне важную роль — содержанием демонстрируя эволюцию литературного метода автора, отход от традиционной формы повествования (представленной в ранних работах) и развитие его фирменного нелинейно-нарративного стиля письма.

## Историческая ретроспектива
В разгар вечеринки 6 сентября 1951 года Берроуз сказал гостям, что будет стрелять из пистолета «в стиле Вильгельма Телля», — его жена, Джоан Волмер, поместила стакан на голову, и будущий писатель, будучи в состоянии сильного алкогольного опьянения, убил её выстрелом, промахнувшись по «мишени» (несколькими годами позже, в предисловии к роману «Джанки» (англ. Junkie, 1953, рус. перевод 1997) он назовет это центральным событием для всей своей жизни, спровоцировавшим его литературную деятельность). Сосланный в Мехико, Берроуз много путешествовал в поисках наркотического вещества — лианы «яхе», используемой индейцами в ритуальных целях; путешествия по Эквадору и Перу писатель описывал в письмах Гинзбергу, которые впоследствии составят биографическое произведение «Письма яхе» (англ. The Yage Letters, 1963, рус. перевод 2004). Вскоре Берроуз покинул Южную Америку и переехал в Марокко, в Международную зону Танжер, которую мечтал посетить после прочтения нескольких книг видного американского писателя Пола Боулза.
В Танжер писатель прибыл за несколько лет до ликвидации международной зоны (произошедшей 23 октября 1956 года, а окончательное присоединение к Королевству Марокко произошло 1 января 1957 года); «Танжер грязен, узкие улицы его, по которым валяется всякая падаль, похожи на коридоры, дома без окон. Все это больше походит на тюрьму, чем на город…» — за столетие до него писал о городе литератор Василий Боткин. Для Берроуза Танжер предстал в похожем виде — местом, где «гниют всамделишные политические ссыльные: еврейские беженцы из фашистской Германии, испанские республиканцы, целый набор сторонников режима Виши и прочих коллаборационистов из Франции, фашистские преступники <…> понаехали неудачники без бумаг и денег, не могут двинуться дальше. Танжер — одна большая колония.» В 1950-е город славился лёгкой доступностью героина, который писатель употреблял на тот момент уже более десяти лет, и обилием геев-проститутов — однако, отмечает обозреватель «Частного корреспондента» Михаил Побирский, дело было не в этом (или не только в этом).
Берроуз подсознательно погружает себя на самое дно самого глубокого из семи адов ада, дабы полностью стереться там, утратить всё то, что обусловливает, мешает извлечь, высвободить дремлющий до поры потенциал, благодаря которому можно создавать нечто запредельное, абсолютную красоту, неземную красоту. Обратите внимание: сгорая заживо в Танжере, употребляя в огромных количествах героин, казалось бы, уничтожая себя полностью, Берроуз в итоге выходит сухим из воды — он не поплатился даже здоровьем, что кажется вообще невозможным. Не говоря уже о том, что он выносит из адов этих чудесную совершенно книгу, и не одну.

## История создания
В Танжере, в период с 1954 по 1957 год, по мнению Джеймса Грауэрхольца — биографа, редактора и литературного душеприказчика Берроуза, последний окончательно сформировался как писатель. За работу над разрозненным материалом, созданным за период пребывания в международной зоне, в 1957 году приступили друзья автора — Аллен Гинзберг, Джек Керуак и Алан Ансен; только год спустя, в Париже, первый вариант «Интерзоны» (по названию одного из включённых произведений) был окончательно сформирован. С 1958 по 1959 годы получившейся рукописи романа Берроуз безуспешно пытался найти издателя — текст был представлен Лоуренсу Ферлингетти и его City Lights Books (к тому моменту уже выпустившему «Вопль» Гинзберга), однако материал был отвергнут; та же судьба постигла текст в парижском Olympia Press Мориса Жиродиа и Chicago Review Чикагского университета. Издатель последнего, Ирвинг Розенталь (англ. Irving Rosenthal), отказавшись издавать роман целиком, согласился включить некоторые его части в сборник «Большой стол № 1», выпущенный весной 1958 года, — в книгу вошли десять эпизодов «Интерзоны» под придуманным Керуаком названием «Голый завтрак».
Более двадцати пяти лет роман (в его полной редакции 1958 года) оставался неопубликованным; как отмечает Грауэрхольц, «Интерзона» снова «появилась на свет» в связи с тем, что в 1984 году была обнаружена «архивариусом бит-поколения» Биллом Морганом в архиве Аллена Гинзберга, располагающемся в библиотеке Батлера при Колумбийском университете. Забытая на четверть века рукопись, найденная Морганом, была по предложению Гинзберга оправлена самому Берроузу в Канзас, откуда автор смог наблюдать за процессом редактуры. Итогом их совместной работы стала публикация полного текста романа с дополнительными материалами, ранее неопубликованными или опубликованными частями в составе более крупных работ Берроуза. Работа над составлением текста заняла пять лет — издателем «Интерзоны» выступил американский Viking Press, выпустивший книгу в 1989 году.

## Содержание

### Рассказы
«Интерзона» разделена на три секции, первая из которых называется просто «Рассказы»; большая часть представленных в ней произведений автобиографична — всего раздел содержит восемь рассказов.
«Гаснущий свет сумерек», открывающий книгу, по утверждению Грауэрхольца является, возможно, первой пробой пера писателя; рассказ повествует о тонущем вследствие взрыва корабле и его пассажирах, пытающихся спастись. Произведение было написано в 1938 году в Кембридже в соавторстве с другом Берроуза, Келлсом Элвинсом (англ. Kells Elvins). Представленный в романе вариант текста (как, впрочем, и оригинал оного), отмечает редактор писателя, не является подлинником и скорее всего был напечатан автором по памяти уже в Танжере, о чём свидетельствуют перевернутые восклицательные знаки — признак испанской печатной машинки, которой пользовался Берроуз.
«Палец» — история о том, как писатель преднамеренно лишил себя фаланги левого мизинца в 1939 году в Нью-Йорке, когда пытался произвести впечатление на юношу, в которого был влюблён. Иные источники отмечают, что таким образом [лишив себя пальца], писатель по его собственному утверждению прошёл посвящение в некое индейское племя «Воронов». Писатель боялся, что рассказ не будет опубликован по причине гомосексуальности в качестве его центральной темы, и изменил описываемый объект обожания с мужчины на женщину; примечательно также, что инцидент с пальцем Берроуз в дальнейшем будет всячески замалчивать, предоставляя иные причины произошедшего — к примеру, что это случилось вследствие неудачного химического эксперимента.
«Учись водить» — биографическая зарисовка приезда одного из любовников писателя к последнему в Сент-Луис.
«Торчковое рождество» — пример «мексиканского периода» (1949—1953) писателя, или, отмечает Грауэрхольц, — даже «раннего танжерского» (конец 1953 — начало 1954). Рассказ описывает нищего наркомана Дэнни Тачкочиста, страдающего от ломки, — сумев выпросить в аптеке бесплатную таблетку гидроморфина (прикинувшись страдающим от лицевой невралгии), он готовится сделать укол, когда внезапно слышит крики из соседней квартиры. Загибающийся от боли в почках юноша вызывает сострадание у Дэнни, и он отдаёт ему свою дозу, оставшись с пустыми руками; в этом месте наркоман вдруг начинает испытывать ощущения, близкие к физиологической реакции организма на внутривенное введение героина, — и благодарит Господа за «идеальную вмазку».
«Мальчики Ли» — рассказ, написанный Берроузом в Танжере; писатель описывает свою жизнь в международной зоне — включая подробности своих интимных отношений с любовником по имени Кики и наркотическую зависимость.
Рассказ «В „Кафе Сентраль“» продолжает тему Танжера в жизни писателя; произведение рисует типичную забегаловку в центре города, наводненную разномастной публикой — проститутками, сутенерами и попрошайками, характеризующими Интернациональную зону в восприятии Берроуза.
«Глюки о тюрьмах», рассказ, главной темой которой выступили осложняющиеся отношения между двумя молодыми людьми, в оригинальной рукописи датирован осенью 1953 года, что в биографии писателя соответствует времени, когда он жил в Нью-Йорке у Гинзберга; данный материал является базисом для одного из эпизодов «Гомосека», в котором главному герою, Ли, снится сон о пребывании в тюрьме; в вышеупомянутом романе партнёр Ли получит имя — Аллертон, в рассказе же любовник героя никак не называется. Гинзберг, на квартире которого писался материал, на тот момент являлся объектом вожделения Берроуза, и он же, по предположению Грауэрхольца, и является неназванным героем рассказа.
«Интернациональная зона» — ещё один очерк о жизни в многонациональном городе, с 1923 года находившемся под контролем Франции, Великобритании, Португалии, Швеции, Голландии, Бельгии и Италии; рассказ описывает Сокко-Чико (англ. Socco Chico) — городской рынок, «место встреч, нервный узел, распределительный щит Танжера» — как пишет о нём Берроуз, снимавший квартиру неподалёку от него.

### Дневник Ли
Вторая часть романа озаглавлена «Дневник Ли» (по имени «Уильям (Билл) Ли» — творческому псевдониму Берроуза, а также его литературному alter ego). Данный раздел составили письма писателя Гинзбергу и выдержки его ранних «проб пера» периода его становления в качестве писателя. «Дневник Ли» показывает процесс литературного самоопределения Берроуза и развития его мастерства. Материал создавался, когда писатель не разделял свои непосредственно художественные искания и письма Гинзбергу — и в большой мере рассчитывал на помощь последнего в редактуре и упорядочивании своего сумбурного творчества. «Дневник» иллюстрирует попытки писателя создать восхваляющее себя произведение — Берроуз говорит, что находится в стадии превращения во что-то, но не знает, во что именно; если «Джанки», «Гомосек» и «Письма яхе» описывали прошлое, то «Дневник Ли» — «попытка создать будущее — инструкция, карта».
Данный раздел книги состоит из четырёх произведений. Первое из них называется аналогично всему разделу — «Дневник Ли». Главный герой, тайный агент ФБР, находится в «Интерзоне»; основу рассказа составляют переживания героя произошедших с ним (с самим Берроузом, то есть) событий — смерть Джоан, непринятие собственного творчества в период работы над «Джанки», наркотическую зависимость, героиновые галлюцинации и видения, поиск литературного голоса («Что я пытаюсь сказать писательством? Этот роман — о переходных стадиях, <…> о проклевывающемся телепатическом даре <…>») и отношения с многочисленными любовниками.
Следующее произведение, «Заговор», представляет собой материал, выделенный в отдельный рассказ из текста «Интерзоны» редакции 1958 года, отмечает Грауэрхольц. Содержательно он развивает темы «Дневника» и является, по сути, продолжением оного.
«Металлоломный глюк» описывает вымышленный футуристический город, «гигантскую сеть металлических стеллажей, соединённых между собой трапами»; в позднем творчестве писателя данное место получит конкретное название — «Интерзона» — и превратится в смешанный город, в котором потенциал всего рода человеческого развеивается по бескрайнему молчаливому рынку, симбиозу из Мексики, Марокко и США — всех мест, где писатель жил, скрываясь от правосудия, писал или занимался и тем, и другим; мегаполис, где все под солнцем — допустимое и нет, реальное или выдуманное, может быть продано или куплено.
Последнее произведение раздела, озаглавленное «Гинзбергу», подобно предыдущим двум сосредоточено на переживаниях альтер эго писателя, Уильяма Ли — рассказ включил в себя письма близкому другу Берроуза, датированные серединой 1950-х годов. Основными темами материала выступили гомосексуальность, наркозависимость, упорядочивание написанного и, опять же, поиск своего литературного «Я».

### СЛОВО
«СЛОВО» (использование заглавных букв соответствует авторскому варианту написания), закрывающее книгу, первоначально было написано в качестве составной части «Голого завтрака» — но в итоговый вариант романа была включена крайне малая часть первого. «СЛОВО» показывает трансформацию, которую претерпело творчество Берроуза, в итоге став «маниакальным, сюрреалистическим и преднамеренно отвратительным». Произведение является переломным моментом в творчестве писателя — его тон и стиль уникальны, никогда позже писатель уже не вернётся к подобному «словесному винегрету». К данному мнению присоединился на Goodreads один из читателей, назвавший «СЛОВО» экстраординарным поворотным пунктом в творчестве Берроуза, длинной, сексуально разнузданной и преднамеренно отвратительной тирадой, в которой смешаны личные признания, рутина и фантазия. Данная часть книги, помимо прочего, является кульминацией всей «Интерзоны».
«СЛОВО» представляет собой стремительно богохульный поток сознания, смешавший секс, наркотики и «идею контроля», которая станет доминирующей темой для всего дальнейшего творчества писателя; произведение, в отличие от «Голого завтрака», не имеет главного героя, однако аналогично последнему является бессюжетным.

## Место в творчестве Берроуза
Во «Вступительном слове редактора» к «Интерзоне» Джеймс Грауэрхольц называет Берроуза «величайшей информационной свалкой» — говоря о его литературном наследии, редактор отмечает, что огромное количество работ писатель создавал, рассылая в виде писем своим друзьям; количество мест, где хранятся авторские рукописи Берроуза, чрезвычайно велико, а исследователям предстоит ещё много работы — ведь только малая часть из написанного систематизирована и обнаружена, уверяет Грауэрхольц.
Изначально «Интерзона» была фундаментом, рабочим названием романа, который принесёт писателю мировую славу, — «Голого завтрака». При детальном сравнении текстов романов в них обнаружились существенные различия — «Интерзона» содержала широкий ряд текстов высокой (в контексте творчества Берроуза) важности, впоследствии из «Голого завтрака» изъятых. В своём текущем виде роман состоит из материалов, написанных в период с 1953 по 1958 годы, — что в библиографии Берроуза соответствует периоду между «Гомосеком» и «Голым завтраком». Также в текст романа были добавлены иные произведения, ранее неопубликованные, фрагментарно представленные в иных, уже вышедших работах Берроуза. Главная ценность «Интерзоны» для читателя и исследователя, отмечает Грауэрхольц, — показать преображение автора в процессе творчества и дать ответ на ключевой вопрос: «Как именно лаконичный автор „Джанки“ и „Гомосека“ превратился в бескомпромиссного пророка „Голого завтрака“»?
Яркая и глубоко личная, «Интерзона» — важная антология ранних работ Берроуза, показывающая стилистическую мутацию, породившую «Голый завтрак»; на удивление простая в понимании — отмечает в обзоре книги писатель Мак Тоннис, — «Интерзона» является определяющим учебником по вселенной Берроуза; исследователь творчества бит-поколения Курт Хеммер (англ. Kurt Hemmer) также добавляет, что включённое в книгу «СЛОВО» во многом посодействовало развитию техники «fold in» на основе метода нарезок, которым Берроуз в полную силу воспользуется несколько позже, когда начнёт работу над своей «Трилогией Нова»
Танжер стал катализатором для Берроуза-писателя, задником для одной из самых радикальных трансформаций стиля в истории литературы; «Интерзона, — отмечает писатель Мануэль Мартинес (англ. Manuel Martínez), — смоделирована по образу и подобию старого Танжера времён международной зоны: она была именно интер-зоной, не страной». Немногим авторам суждено было пережить «революцию» на манер Берроуза, который всего за несколько лет превратился из «наркотического новеллиста» в пророка, чья проза «переходного периода» собрана в «Интерзоне»; роман представляет собой «мост» между «Джанки» и «Голым завтраком», книгу очень энергичную и показывающую эволюцию мысли автора.

## Экранизация
Рассказ «Торчковое рождество» (англ. The Junky's Christmas), включённый в первую часть книги, в 1993 году был экранизирован под одноимённым названием (в рус. переводе «Рождество наркомана» / «Рождество торчка»). Режиссёрами короткометражного чёрно-белого мультфильма, созданного по технике пластилиновой анимации, выступили Ник Донкин (англ. Nick Donkin) и Мелоди Мак-Даниел, продюсером — Фрэнсис Форд Коппола. В мультфильме использован голос автора произведения, Уильяма Берроуза — выполняющего роль закадрового рассказчика.

## Издания

### Фрагменты
Как отмечает Джеймс Грауэрхольц, за те двадцать шесть лет, как «Интерзона» оставалась неопубликованной, материалы, её составившие (а также те, что вошли в издание после повторной верстки 1984—1989 гг.), были включены в иные произведения Берроуза — по большей части фрагментарно.
«Гаснущий свет сумерек»:
- Burroughs, William. Nova Express. — Olympia Press, 1969. — P. 187. — ISBN 9783499225901.
- Burroughs, William. Exterminator! — Viking Press, 1973. — P. 168. — ISBN 0-670-30281-3.

«Учись водить»:
- Burroughs, William. Port of Saints. — Covent Golden Press, 1973. — P. 133. — ISBN 0-902843-80-X.
- Burroughs, William. The Wild Boys. — Grove Press, 1971. — P. 184. — ISBN 039447860.

«Торчковое рождество»:
- Burroughs, William. Exterminator! — Viking Press, 1973. — P. 168. — ISBN 0-670-30281-3.

«Глюки о тюрьмах»:
- Burroughs, William. Queer. — Viking Press, 1985. — P. 134. — ISBN 0-670-80833-9.

«СЛОВО»:
- Burroughs, William. Naked Lunch. — Olympia Press/Grove Press, 1959. — P. 226. — ISBN 978354-802439.

### Полные издания
Первое американское издание:
- Burroughs, William. Interzone / Grauerholz, James. — Viking Press, 1989. — 194 p. — ISBN 0-670-81347-8.

Книга неоднократно переиздавалась в период с 1989 по 2009 год издательствами Viking Press, Picador, Christian Bourgois Editeur и Penguin.
Российские издания:
- Берроуз, Уильям. Интерзона = Interzone. — АСТ, Астрель, 2010. — 288 с. — (Альтернатива). — ISBN 978-5-271-27776-4.
- Берроуз, Уильям. Интерзона = Interzone. — АСТ, Астрель, 2010. — 288 с. — (Авторский сборник). — ISBN 978-5-271-27775-7.